# عجلتون
عجلتون (به عربی: عجلتون) یک منطقهٔ مسکونی در لبنان است که در استان جبل لبنان واقع شده‌است.